# Fort de Murud-Janjira
Murud-Janjira () est un ancien fort et lieu touristique situé sur une île de la côte de Konkan à proximité de la ville côtière de Murud, dans le district de Raigad du Maharashtra, en Inde.

## Étymologie
Le mot Janjira n'est pas originaire d'Inde et pourrait provenir du mot arabe Jazeera, qui signifie île. Murud était autrefois connu en marathi sous le nom de Habsan (« de Habshi » ou abyssin). Le nom du fort est une concaténation des mots konkanis et arabes pour l'île, « morod » et « jazeera ». Le mot « morod » est propre au konkani et est absent en marathi.

## Description
Le fort de Murud-Janjira est situé sur un rocher de forme ovale au large de la côte de la mer d'Oman près de la ville portuaire de Murud à 165 km au sud de Bombay. Janjira est considéré comme l'un des forts marins les plus puissants de l'Inde. Les visiteurs peuvent accéder au fort de Janjira depuis Rajapuri, un petit village sur la côte. Après un court trajet en petit bateau, on peut entrer dans le fort par l'entrée principale.

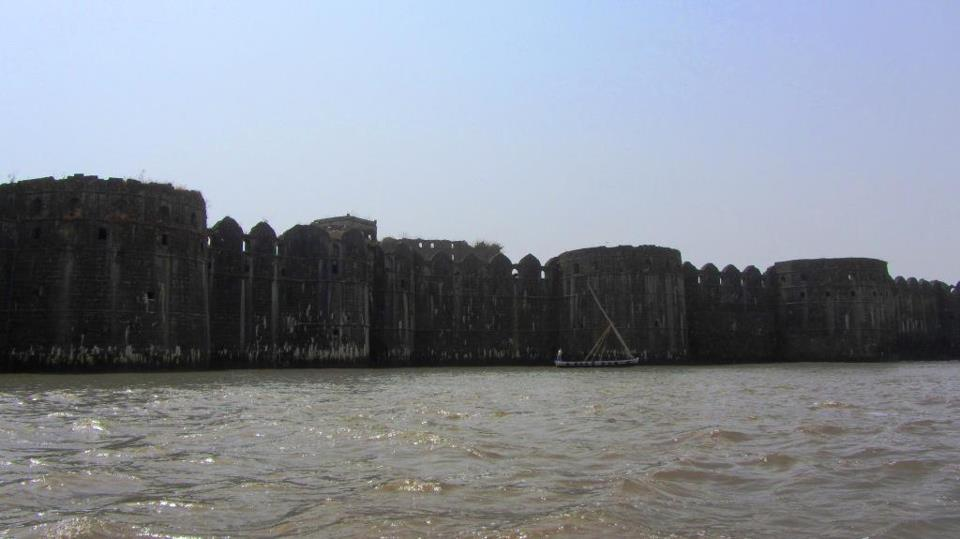
Janjira de l'extérieur

La porte principale du fort fait face à Rajapuri sur le rivage et ne peut être vue que lorsque l'on se trouve environ à 12 m. Il a une petite porte de poterne vers la mer ouverte pour s'échapper.

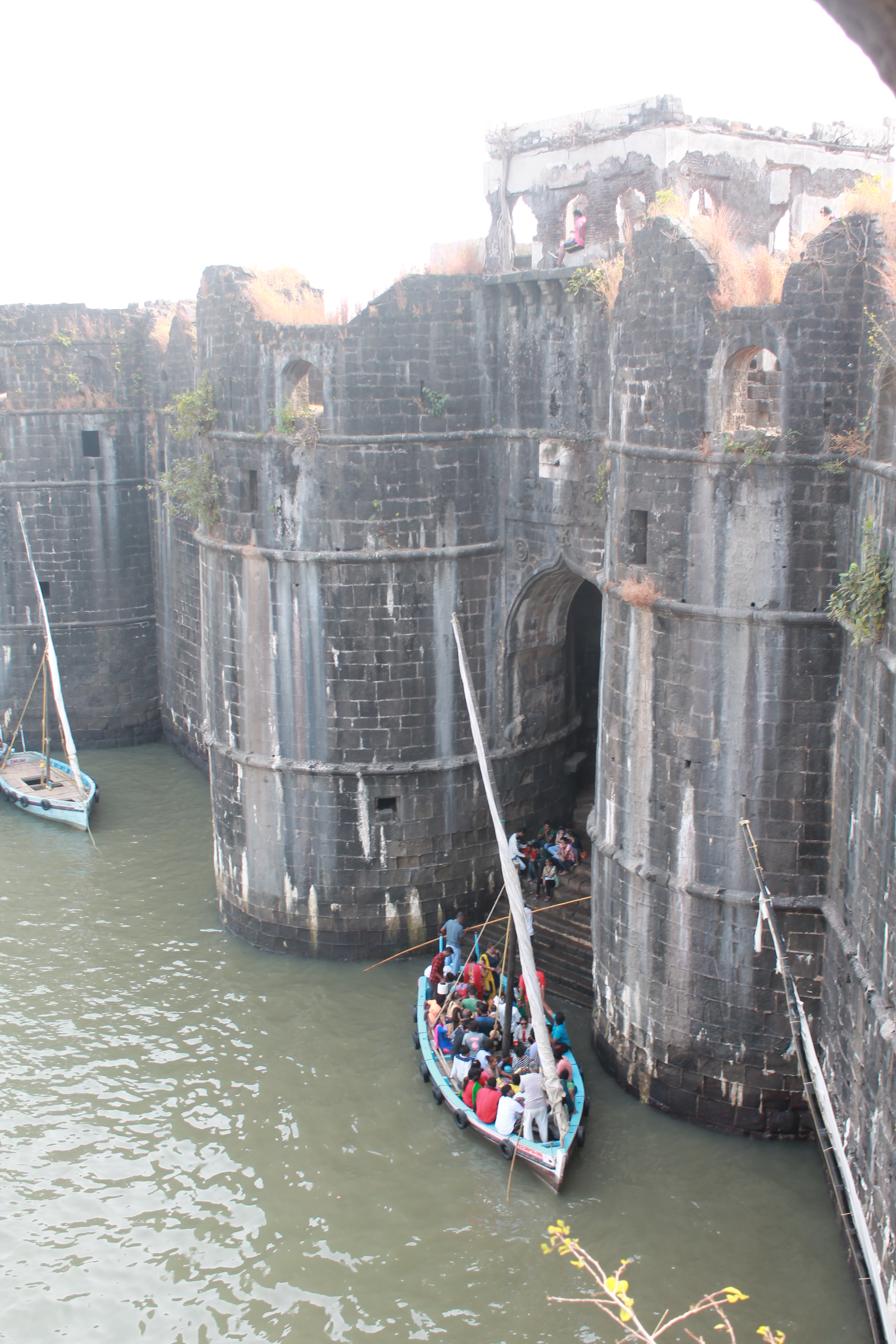
Porte d'entrée du fort de Murud-Janjira.

Le fort compte 26 bastions arrondis, encore intacts. Il existe de nombreux canons de fabrication indigène et européenne qui rouillent sur les bastions. Maintenant en ruines, le fort à son apogée a été un fort vivant à part entière avec toutes les installations nécessaires, par exemple, des palais, des quartiers pour les officiers, une mosquée, deux petits puits profond, toujours fonctionnels, de 18 m, fournissent de l'eau douce bien que le fort soit entouré d'eau salée, etc. Sur le mur extérieur flanquant la porte principale, il y a une sculpture représentant une bête ressemblant à un tigre tenant des éléphants dans ses griffes. Le mur du fort mesure environ 12 m de haut et possède 19 porches ou arches arrondis, dont certains ont encore des canons montés dessus. Ces canons étaient en grande partie responsables de repousser les ennemis venant de la mer[réf. nécessaire].
À son apogée, le fort de l'île comptait 572 canons. Une attraction spéciale de ce fort sont 3 canons gigantesques nommés Kalalbangdi, Chavri et Landa Kasam. On dit que ces canons sont redoutés pour leur portée de tir. Une autre porte à l'ouest est face à la mer, appelée « Darya Darwaza ».
Sur le rivage se trouve un luxueux manoir au sommet d'une falaise, le palais du Nawab. Construit par l'ancien Nawab de Janjira, il offre une vue panoramique sur la mer d'Arabie et le fort de la mer de Janjira[réf. nécessaire]. Il y a aussi une autre forteresse, nommée Ghosalgad, qui est située au sommet de la colline vers 32 km à l'est de Murud-Janjira, qui servait d' avant-poste aux dirigeants de Janjira.

## Histoire
Raja Ram Rao Patil est un chef koli, patil de l'île de Janjira, qui aurait établi ou construit cette île au XVIe siècle pour que les kolis vivent paisiblement loin des pirates. Après avoir obtenu la permission du sultan du sultanat d'Ahmadnagar, il construit l'île mais refuse plus tard d'obéir aux ordres du sultan. Le sultan envoie donc son amiral Piram Khan capturer le Janjira. En raison des fortifications du château, Piram Khan n'a pas pu attaquer l'île de manière conventionnelle, il s'est donc déguisé en marchand et a demandé à rester une nuit au Janjira et la permission a été accordée. Piram Khan organise alors une fête sous prétexte de remercier le patil. Lorsque le Patil et les kolis finissent en état d'ébriété, Piram Khan les attaque avec ses hommes cachés dans des barils et capture l'île,,,,. Selon un autre écrit, les Sidis abyssins ont établi les états de Janjira et Jafarabad au début de 1100.

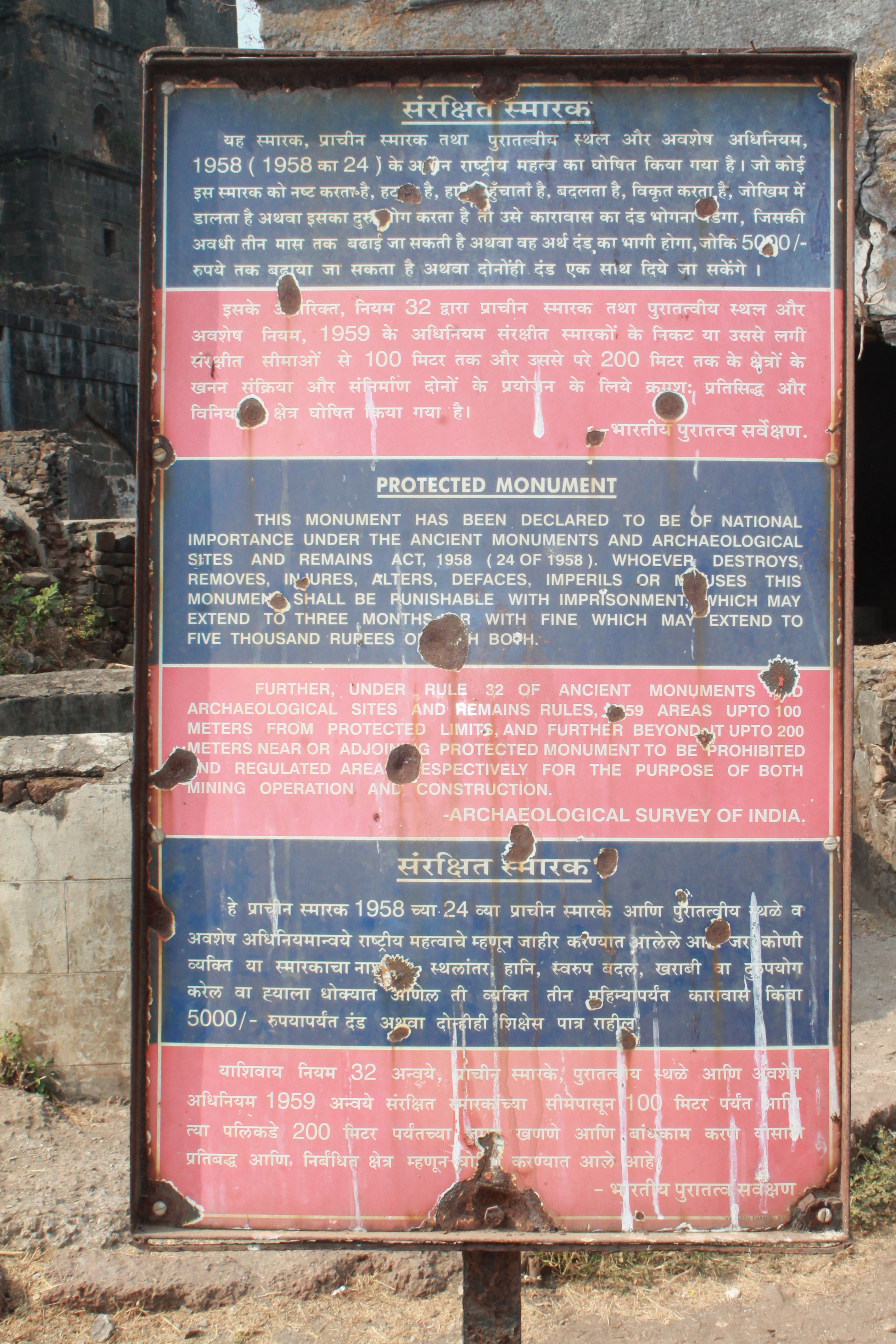
Panneau d'information de l'Archaeological Survey of India à l'entrée du fort

Selon les récits rédigés par l'amiral portugais Fernão Mendes Pinto, la flotte ottomane qui est arrivée pour la première fois à Aceh avant l'expédition ottomane à Aceh dirigée par Kurtoğlu Hızır Reis comprenait 200 marins malabar de Janjira pour aider la région de Batak et l'Asie maritime du Sud-Est en 1539. Plus tard, en 1621, les Siddis de Janjira sont devenus exceptionnellement puissants en tant qu'État autonome au point que le commandant de Janjira, Siddi Ambar le Petit, a réussi à contrer la tentative de son seigneur Malik Ambar de le remplacer. Siddi Ambar le Petit est donc considéré comme le premier Nawab de l'état de Janjira.
La forteresse de l'île était sous le contrôle de la dynastie Adil Shahi jusqu'au règne d'Ibrahim II où le fort de Janjira a été perdu au profit des Siddis.
Les principaux personnages historiques de Murud-Janjira comprennent des hommes tels que Sidi Hilal, Yahya Saleh et Sidi Yaqub. Sous le règne du sultan Aurangzeb, Sidi Yaqut a reçu une subvention de 400 000 roupies. Il possédait également de grands navires pesant entre 300 et 400 tonnes. Selon le dossier, ces navires n'étaient pas adaptés pour combattre en haute mer contre des navires de guerre européens, mais leur taille permettait de transporter des soldats pour des opérations amphibies.
Malgré leurs tentatives répétées, les Portugais, les Britanniques et les Marathes n'ont pas réussi à soumettre le pouvoir des Siddis, eux-mêmes alliés à l'Empire moghol. Par exemple, 10 000 soldats de Moro Pandit ont été repoussés par l'armée de Janjira en 1676. Les Marathes dirigés par Shivaji ont tenté de gravir les 12 m de murs de granit ; ils ont échoué dans toutes leurs tentatives. Son fils Sambhaji a même tenté de se frayer un chemin dans le fort, mais sans succès dans toutes ses tentatives. Il a construit un autre fort maritime en 1676, connu sous le nom de Padmadurg (en) ou fort Kasa, pour défier Janjira. Il est situé au nord-est de Janjira. Padmadurg a pris 22 ans à construire et est construit sur 89 000 m2 de terrain.
En 1736, les Siddis de Murud-Janjira se lancèrent dans une bataille avec les forces de Maratha Peshwa Baji Rao. Le 19 avril 1736, le guerrier marathe Chimaji Appa a attaqué les forces rassemblées dans les campements des Siddis près de Rewas. À la fin de la confrontation, 1 500 Siddis, dont leur chef Siddi Sat, ont été tués. La paix fut conclue en septembre 1736, mais les Siddis furent confinés à Janjira, Gowalkot et Anjanwel, ce qui réduisit considérablement leur pouvoir. Cependant, Janjira est restée invaincue jusqu'à ce qu'elle fasse partie du territoire indien après l'indépendance des Britanniques en 1947.

## Galerie

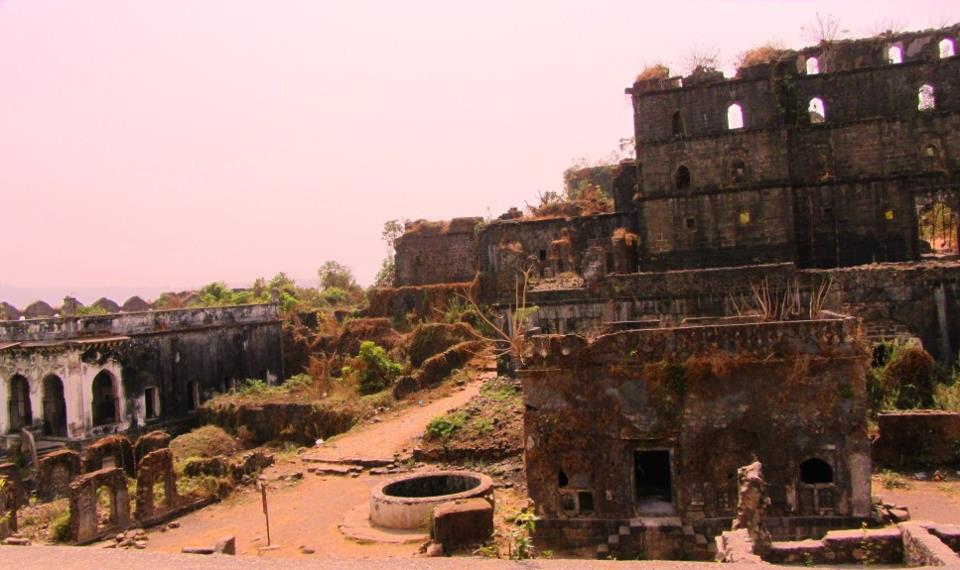
L'intérieur du fort
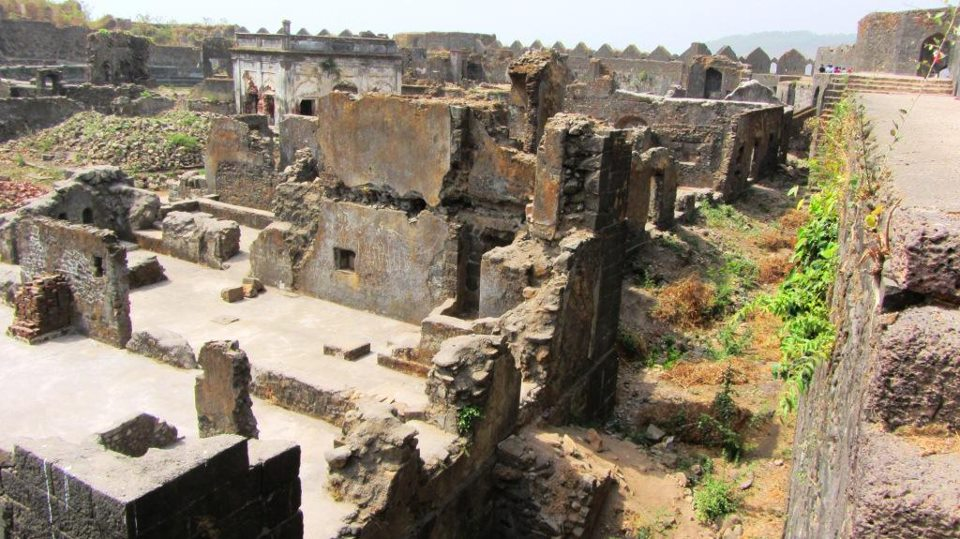
Ruines de bâtiments
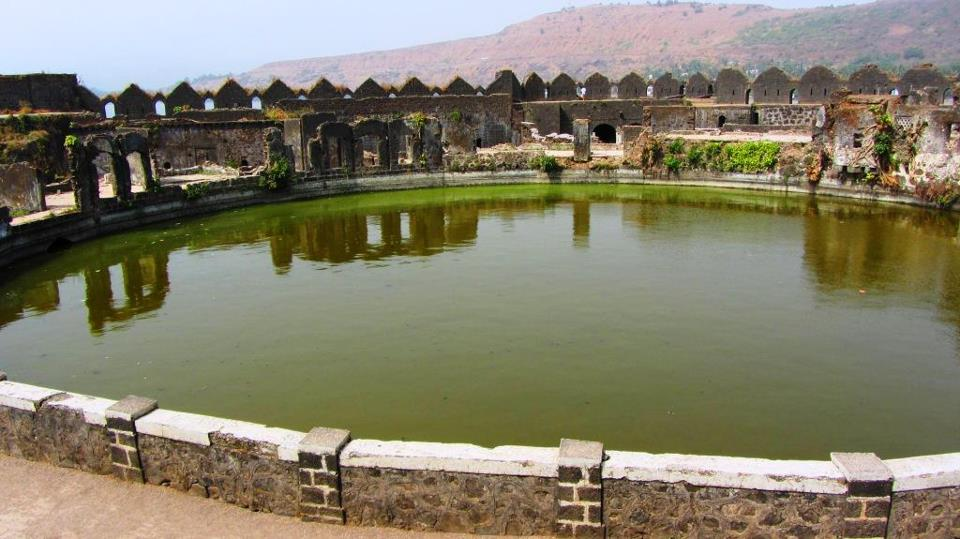
Le petit étang à l'intérieur du fort
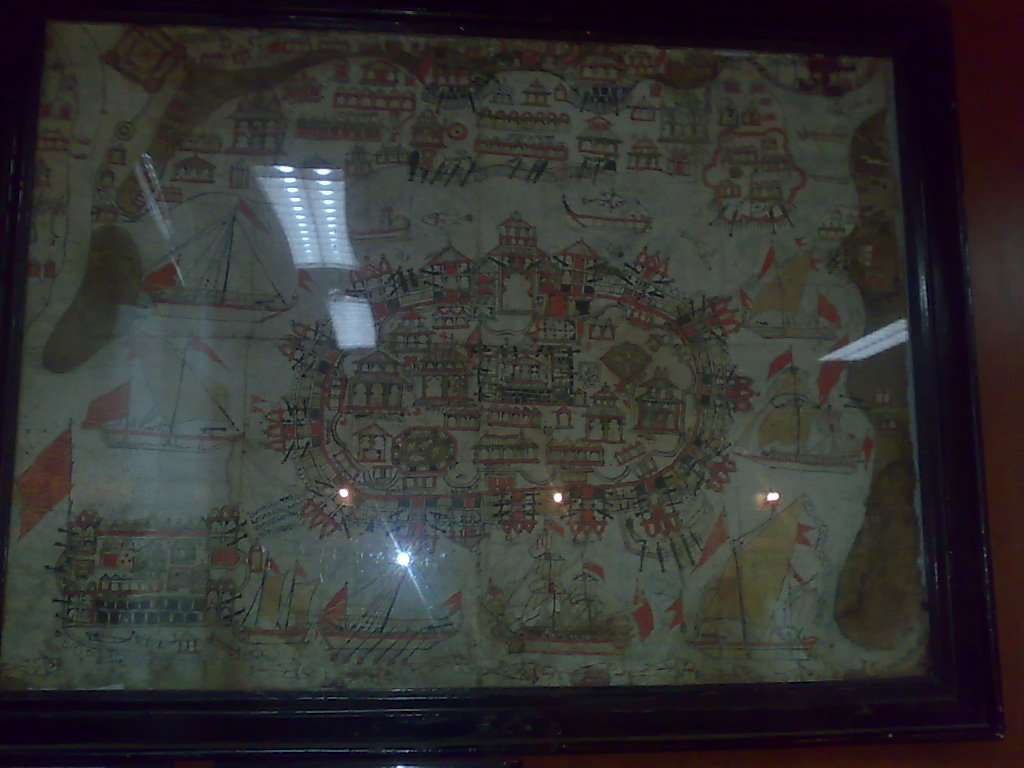
Peintures du fort de Murud-Janjira du XVIIe siècle
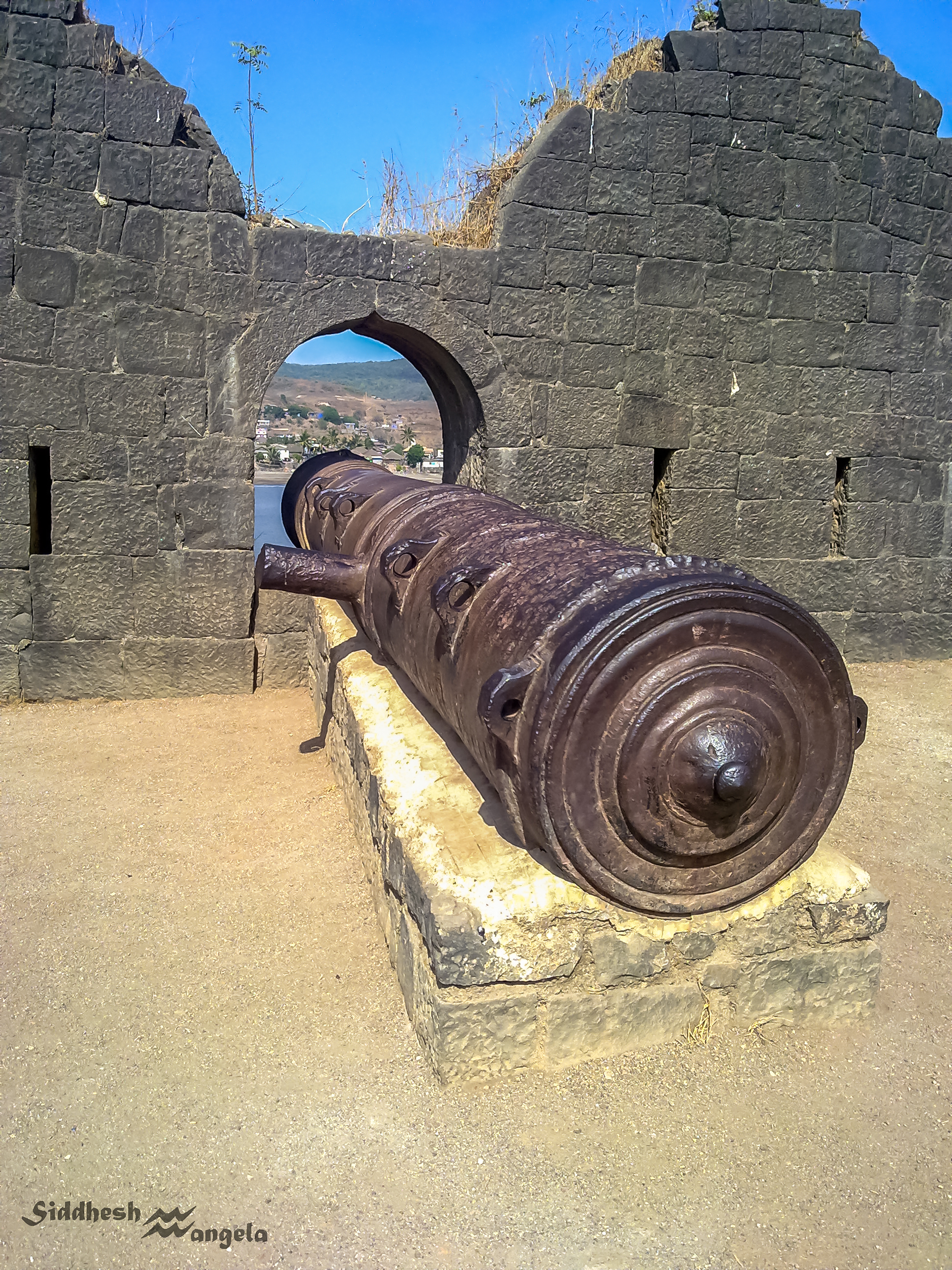
Kalak Bangadi, 3e plus gros canon d'Inde au fort de Janjira, pesant plus de 22 tonnes
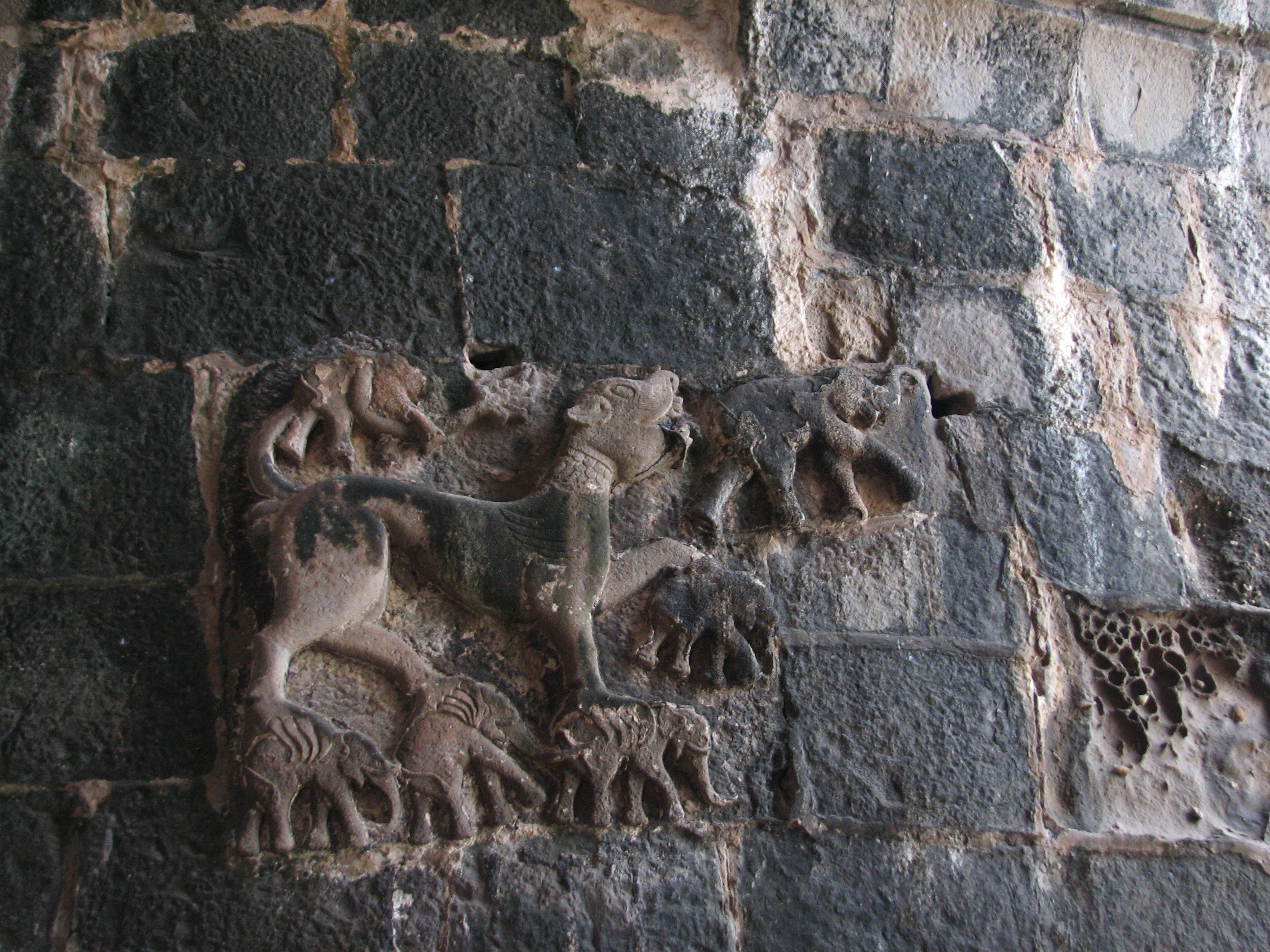
La sculpture sur la porte principale

## Voir également
- Murud
- Liste des États princiers indiens
- Liste des forts du Maharashtra
- État de Janjira
- État de Jafarabad
- Marine marathe
- Siège de Janjira (1682)

## Sources
- Imperial Gazetteer of India, 2. A., 26 Bde., Oxford 1908–1931
- Malleson, GB: Une esquisse historique des États indigènes de l'Inde, Londres 1875, réimpression Delhi 1984
- Schwartzberg, Joseph E., Hrsg .: Un atlas historique de l'Asie du Sud, 2. A., New York / Oxford 1992, (ISBN 0-19-506869-6)
- http://www.maharashtratourism.gov.in/MTDC/HTML/MaharashtraTourism/TouristDelight/Forts/Forts.aspx?strpage=Murud_JanjiraForts.html Maharashtra - Gouvernement officiel des Forts Murud Janjira. Page